# 26-os busz (Debrecen)
A debreceni 26-os jelzésű autóbusz a Vincellér utca és az Auguszta között közlekedett. A város legsűrűbben lakott lakótelepe (Tócóskert) és az északi városrész, legfőképp az Egyetemváros és a Klinikák közti kapcsolatot biztosította. Útvonala során érintette a Tescót, a Segner teret, a Debreceni Egyetemet, a Klinikákat, az Egyetemvárost tulajdonképpen megkerülte, a járat végállomása a Tüdőklinikánál volt.
2011. május 16-án megszüntették a viszonylatot. Helyette a 22-es, 22Y és a megújult 24-es, illetve 24Y autóbuszok közlekednek.

## Járművek
A viszonylaton Alfa Cívis 12 szólóbuszok közlekedtek.

## Útvonala
| Vincellér utca – Auguszta: | Auguszta - Vincellér utca: |
| --- | --- |
| - Vincellér utca - Derék utca - Kishegyesi út - Hatvan utca - Bethlen utca - Egyetem sugárút - Nagyerdei körút - Pallagi út - Móricz Zsigmond út - Auguszta | - Auguszta - Móricz Zsigmond út - Dóczy József utca - Egyetem sugárút - Bethlen utca - Hatvan utca - Kishegyesi út - Derék utca - Vincellér utca |

## Megállóhelyei

### Vincellér utca – Auguszta
| idő | megállóhely neve      | átszállási kapcsolatok                    |
| --- | --------------------- | ----------------------------------------- |
| 0   | Vincellér utca        | 12, 19, 24, 25, 25Y, 26Y, 30, 41, 41Y, 45 |
| 1   | Sárvári Pál utca      | 19, 24, 25, 25Y, 26Y, 30                  |
| 2   | Holló László sétány   | 19, 24, 25, 25Y, 26Y, 30                  |
| 4   | Gyepüsor utca         | 17, 17A, 17Y, 24, 25, 25Y, 26Y, 46        |
| 5   | Dorottya utca         | 17, 17A, 17Y, 24, 25, 25Y, 26Y, 46        |
| 7   | Kishegyesi út         | 12, 17, 17A, 17Y, 24, 25, 25Y, 26Y, 45    |
| 9   | Hatvan utca           | 10, 10Y, 13, 14, 20, 26Y, 32              |
| 10  | Pásti utca            | 10, 10Y, 13, 14, 20, 26Y, 32              |
| 12  | Kölcsey központ       | 10, 10Y, 13, 14, 20, 26Y, 32              |
| 15  | Honvéd utca           | 10, 10Y, 13, 14, 20, 26Y                  |
| 17  | Egyetem sugárút       | 10, 10Y, 13, 14, 26Y                      |
| 18  | Nagy Lajos Király tér | 10, 10Y, 13, 14, 26Y                      |
| 19  | Egyetem tér           | 10, 10Y, 13, 14, 26Y                      |
| 21  | Debreceni egyetem     | 10, 10Y, 12, 13, 24, 26Y 3E               |
| 22  | Klinikák              | 10, 10Y, 12, 13, 24, 26Y 3E               |
| 23  | Szociális otthon      | 10, 10Y, 12, 13, 16, 26Y                  |
| 24  | Móricz Zsigmond út    | 10, 10Y, 26Y                              |
| 25  | Auguszta              | 10, 10Y, 26Y                              |

### Auguszta-Vincellér utca
| idő | megállóhely neve      | átszállási kapcsolatok                    |
| --- | --------------------- | ----------------------------------------- |
| 0   | Auguszta              | 10, 10Y, 26Y                              |
| 3   | Egyetemi sporttelep   | 15, 24, 26Y                               |
| 4   | Dóczy József utca     | 15, 24, 26Y                               |
| 6   | Egyetem tér           | 10, 10Y, 13, 14, 26Y                      |
| 7   | Nagy Lajos Király tér | 10, 10Y, 13, 14, 26Y                      |
| 9   | Egyetem sugárút       | 10, 10Y, 13, 14, 20, 26Y                  |
| 10  | Honvéd utca           | 10, 10Y, 13, 14, 20, 26Y                  |
| 13  | Jókai utca            | 10, 10Y, 13, 14, 20, 26Y, 32              |
| 15  | Hatvan utca           | 10, 10Y, 13, 14, 20, 26Y, 32              |
| 17  | Kishegyesi út         | 17, 17A, 17Y, 24, 25, 25Y, 26Y            |
| 19  | Dorottya utca         | 17, 17A, 17Y, 24, 25, 25Y, 26Y, 46        |
| 21  | Derék utca            | 24, 25, 25Y, 26Y                          |
| 22  | Holló László sétány   | 19, 24, 25, 25Y, 26Y, 30                  |
| 23  | Sárvári Pál utca      | 19, 24, 25, 25Y, 26Y, 30                  |
| 24  | Vincellér utca        | 12, 19, 24, 25, 25Y, 26Y, 30, 41, 41Y, 45 |

## Járatsűrűség
Hétköznaponként reggel 12, délután 15, délelőtt 20, késő délután félóránként indult. Tanszüneti napokon reggel és délután 15, délelőtt 20, késő délutántól szintén félóránként járt. Hétvégén egész nap félóránként közlekedett. A reggeli, délutáni, és esti órákban is néhány járat 26Y-osként indult el.
Pontos indulási idők itt.